# Garamszentbenedek
Garamszentbenedek (szlovákul Hronský Beňadik, németül Sankt Benedikt) község Szlovákiában, a Besztercebányai kerület Zsarnócai járásában. Hozzá tartozik Peszér.

## Fekvése
Aranyosmaróttól 13 km-re délkeletre, a Garam jobb partján fekszik.

## Nevének eredete
Nevét a 11. században árpádházi I. Géza király  által alapított bencés templomáról és kolostoráról kapta. Névelőtagja a Garam menti fekvésére utal.

## Története
A régészeti leletek tanúsága szerint a település területén már az újkőkorban is éltek emberek. Később a hallstatt korban telep lehetett itt.
1075-ben I. Géza király alapított itt bencés kolostort, melyet "Monasterium a Ecclesia Sancti Benedicti" alakban említenek először. 1124-ben "Monasterium Sancti Benedicti de Grana", 1158-ban "Monasterium S. Benedicti de Grana". 1209-ben III. Ince pápa írja össze a garamszentbenedeki apátság birtokait. 1217-ben "Monasterium S. Benedicti de Goron", 1228-ban "Servi ecclesie nostre Sancti Benedicti supra Granam", 1247-ben "iobagiones monasterii S. Benedicti iuxta Granum", 1260-ban "Monast S. B. de Granna", 1300-ban "S. Benedecti super Gronam", 1366-ban "Zent Beneduk", "Zenthbenedyk" alakban szerepel az írott forrásokban. A monostort a 14. században gótikus stílusban átépítették, de a husziták tönkretették. A 15. században már erődített hely volt. 1528-ban a selmecbányaiak vették be, de később visszaadták. 1529-ben János király hívei még megvédték, de 1530-ban I. Ferdinánd serege már elfoglalta. 1536-ban az esztergomi érsek birtoka lett, de fokozatosan elvesztette egyházi jellegét, 1547-ben már csak katonák találhatók benne. A török előretörésével a végvári rendszer része lett, de csak csekély őrség állomásozott benne. A török rövid időre többször is elfoglalta, 1559-ben el is pusztította, de újjáépítették. 1623-ban Bethlen Gábor hadai foglalták el. A kuruc háborúkban császári kézen maradt. Falai a harcok után is megmaradtak. 1881-ben tűzvész pusztított benne, de utána helyreállították.
Garamszentbenedek 1535-ben még 6 porta után adózott, 1601-ben 91 háza, a Czudar család kúriája, kocsma, uradalmi major, iskola, malom, valamint a Horvay család kastélya és udvarháza állt itt.
A török veszély elmúltával Garamszentbenedek is fejlődésnek indult. Különösen a kézművesség fejlődött. Első céhe 1659-ben alakult, majd 1693-ban a csizmadiák, 1711-ben a szűcsök, 1718-ban a szabók céhe alakult meg. 1715-ben 93 adózója, szőlőskertje, 15 kézművese volt. 1746-ban már 59 kézműves élt és dolgozott a településen, 1800-ban 62 volt a számuk. 1828-ban 119 házában 1115 lakos élt.
Vályi András szerint "Sz. BENEDEK. Mező Város Bars Vármegyében , földes Ura az Esztergomi Káptalanbéli Uraság, lakosai katolikusok, fekszik Új Bányához más fél mértföldnyire, Garam vize mellett. Hajdan a’ Sz. Benedek Szerzetebéli Atyáknak lakó helyek vala, kiket első GEIZA Király szállíttatott ide 1075. esztendőben. Jeles két toronnyal ékesűltt Szentegyháza Sz. Benedeknek emlékezetére építtetett: mellynek egy részében tartatnak a’ régi örökségi, más hasznos levelek: 1565. jutott az Esztergomi Káptalannak birtokába. Látható itten a’ Mohátsi veszedelemnek jeles lefestése; melly nem régen megújíttatott. Határja jó terméssel fizet, bora jó, héti vásárjai is vagynak, vagyonnyai jelesek, első Osztálybéli."
Fényes Elek szerint „Szent-Benedek, tót mv., Bars vmegyében, a Garan jobb partján, egy szűk völgyben, Lévától éjszakra 2 1/2 mfldnyire. Lakja 1128 kath. Díszére szolgál a góth ízlésre épült igen régi 2 tornyu kath. paroch. templom, mellyben tartatik a hiteles levéltár, (minthogy ezen hely locus credibilis); alatta pedig szemlélhetni azon sírboltot, hol a nagy érdemü Koháry nemzetség több tagjai, s ezek közt a halhatatlan Koháry István gr. Honth vmegyei főispán holt tetemei nyugosznak. Ez köztudomás szerint a híres 1664-ki törökökkel történt lévai ütközetben esett el. Határa a városnak hegyes; földjei középszerüek; szőlőhegye tágas és jó bort terem; erdeje elég. F. u. 1565-től fogva az esztergomi káptalan a hozzá tartozó uradalommal együtt; – ezelőtt a Benediktinusoké volt, kiknek I. Geyza 1085-ben itt gazdag apáturságot alapitván, monostort is építtetett. A mostani várformára épült kastélyt egy fő káptalanbeli tag, s az uraság tisztjei lakják.”
A trianoni békeszerződésig Bars vármegye Aranyosmaróti járásához tartozott.

## Népessége
| Év:            | 1994. | 2004.   | 2014.   | 2024.   |
| -------------- | ----- | ------- | ------- | ------- |
| Emberek száma: | 1197  | 1228    | 1176    | 1071    |
| Eltérés:       |       | +2,58 % | -4,23 % | -8,92 % |

| Év:            | 2023. | 2024.   |
| -------------- | ----- | ------- |
| Emberek száma: | 1086  | 1071    |
| Eltérés:       |       | -1,38 % |

1880-ban Garamszentbenedek 1042 lakosából 874 szlovák, 68 magyar, 55 német anyanyelvű, 39 csecsemő és 6 idegen volt. Ebből 977 római katolikus, 2 evangélikus és 63 zsidó vallású. Peszér 275 lakosából 268 szlovák anyanyelvű és 7 csecsemő volt. Ebből 270 római katolikus és 5 zsidó vallású.
1890-ben 1071 lakosából 73 magyar és 925 szlovák anyanyelvű volt. Peszér 299 lakosából 6 német és 293 szlovák anyanyelvű volt.
1900-ban 1095 lakosából 104 magyar és 956 szlovák anyanyelvű volt. Peszér 301 lakosából 9 magyar és 292 szlovák anyanyelvű volt.
1910-ben 1051 lakosából 768 szlovák, 260 magyar, 14 német, 4 horvát és 5 egyéb anyanyelvű volt. Ebből 1003 római katolikus, 43 izraelita, 4 református és 1 evangélikus vallású volt. Peszér 332 lakosából 97 magyar, 227 szlovák és 8 egyéb anyanyelvű volt.
1921-ben 1104 lakosából 4 egyéb, 11-11 német és zsidó, 17 állampolgárság nélküli, 53 magyar és 1008 csehszlovák volt. Ebből 1056 római katolikus, 38 izraelita, 4 evangélikus és 6 egyéb vallású volt. Peszér 348 lakosából 4 magyar, 337 csehszlovák és 7 egyéb nemzetiségű volt.
1930-ban 1267 lakosából 22 magyar és 1181 csehszlovák volt. Peszér 338 lakosából 332 csehszlovák és 6 egyéb nemzetiségű volt. Ebből mind római katolikus vallású volt.
1991-ben 1241 lakosából 4 magyar és 1227 szlovák volt.
2001-ben 1220 lakosából 4 magyar és 1201 szlovák volt.
2011-ben 1230 lakosából 1100 szlovák, 7 cigány, 4-4 magyar és cseh, 3 lengyel, 1 ukrán és 111 ismeretlen nemzetiségű.

## Nevezetességei
- A Garam fölé magasodó dombon áll a kéttornyú bencés apátsági templom és kolostor épülettömbje. A gótikus templom a közép-európai kora gótika egyik legszebb emléke, főkapuzata a jáki templom bejáratának szépségével vetekszik. Tornyai 48 m magasak. A Szent Vér kápolnát 1489-ben építették, benne a II. Pál pápa által Mátyás királynak adományozott Szent Vér ereklye díszes ereklyetartójában (Veronika kendőjének egy darabja), valamint Szűz Mária kegyszobra. A kápolna búcsújáróhely. A templom alatti sírboltban a hajdan nagy hatalmú Koháry család tagjai nyugszanak, köztük az 1664-es lévai csatában elesett Koháry István. Az 1881. évi tűzvész után Simor János hercegprímás helyreállíttatta a templomot, és az ún. garamszentbenedeki úrkoporsót Esztergomba szállíttatta, ahol mai is látható a Keresztény Múzeumban. Az úrkoporsó Krisztus-szobra (a korpusz) viszont ma is Garamszentbenedeken látható.
- A közelében levő dombon 1713-ban a pestisjárvány után épített fogadalmi kápolna áll.
- Szent Egyed tiszteletére szentelt plébániatemploma 1674-ben épült a korábbi elpusztult templom helyén. 1724 és 1742 között átépítették. Berendezése 18. századi.

## Ismert személyek
- Itt volt káplán pályája korai szakaszában Gürtler Dénes későbbi esperes-plébános, felvidéki magyar politikus, szlovákiai nemzetgyűlési és magyarországi országgyűlési képviselő.

## Képek

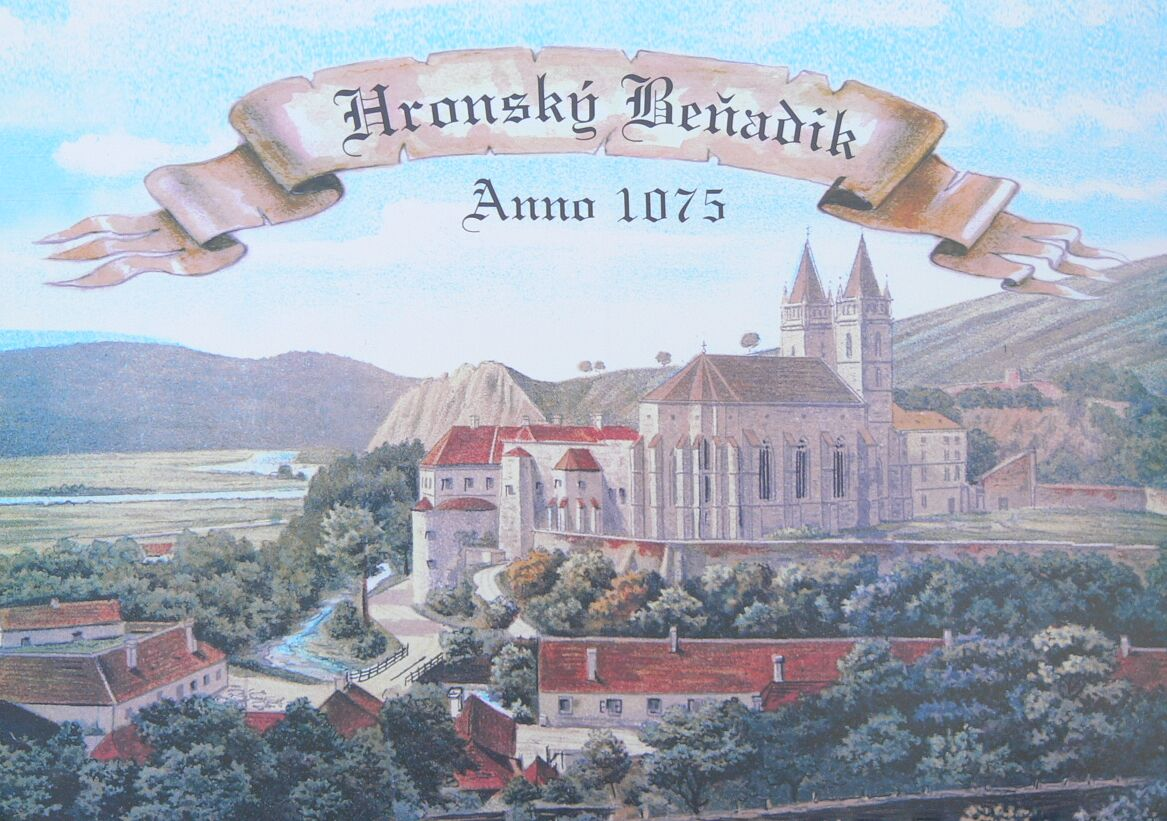
Garamszentbenedek képeslapon
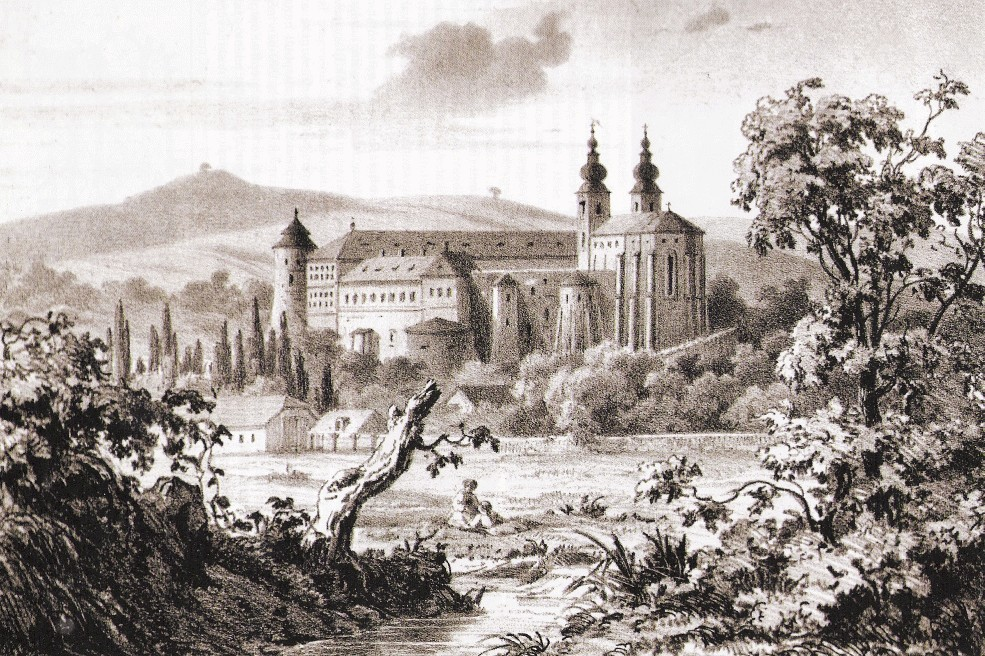
Garamszentbenedek a 19. században
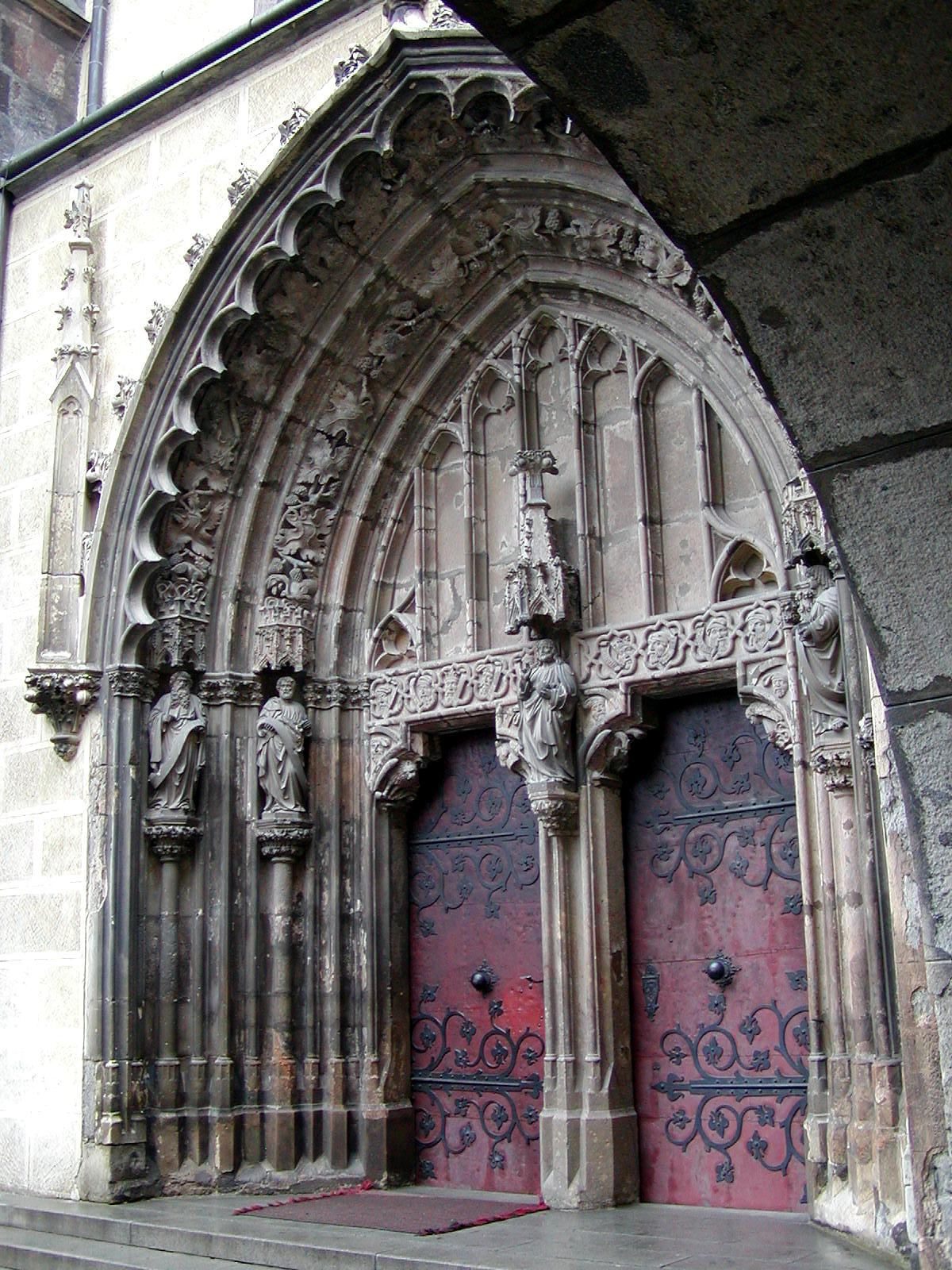
Az apátsági templom főbejárata
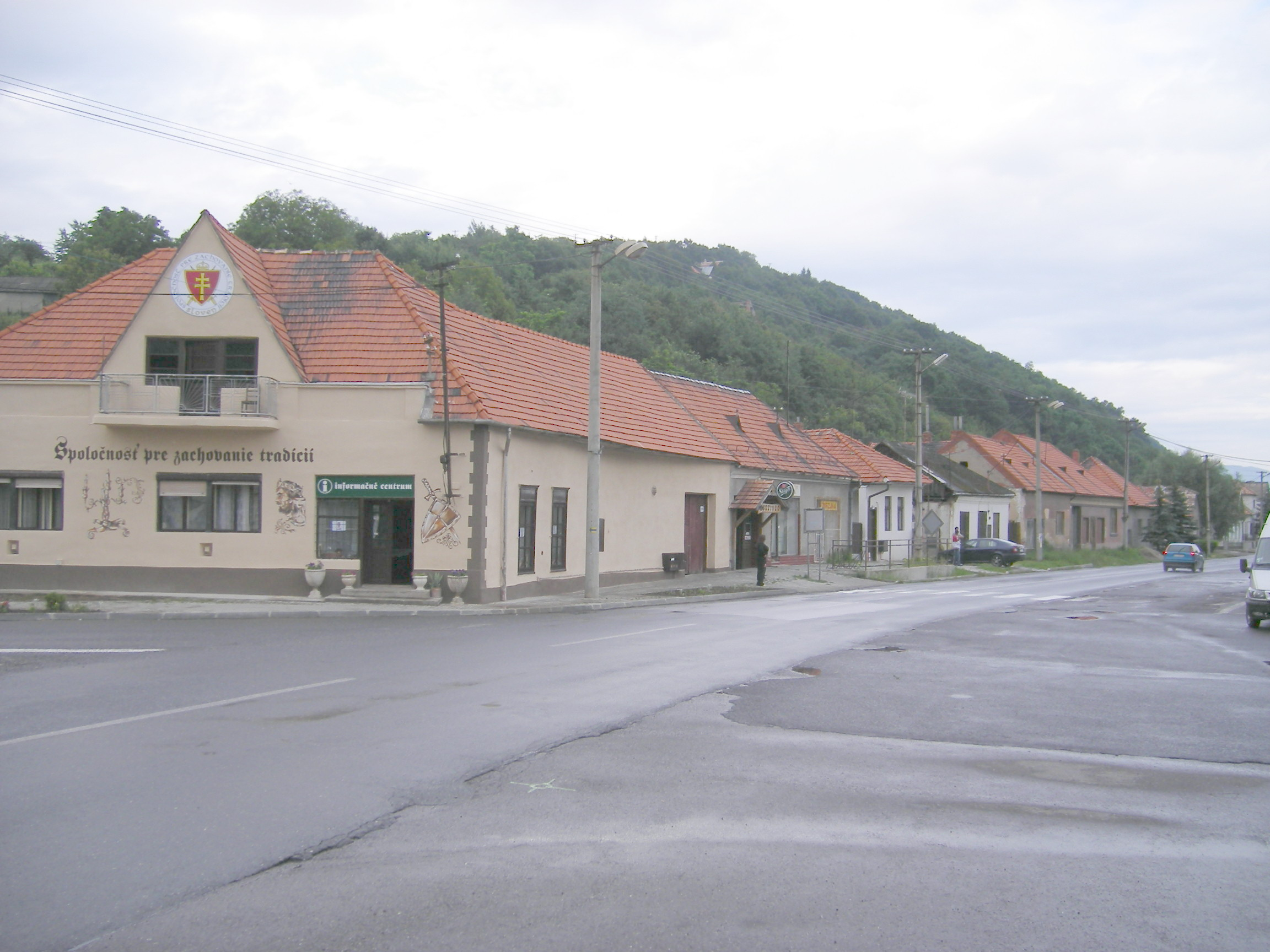
A falu központja
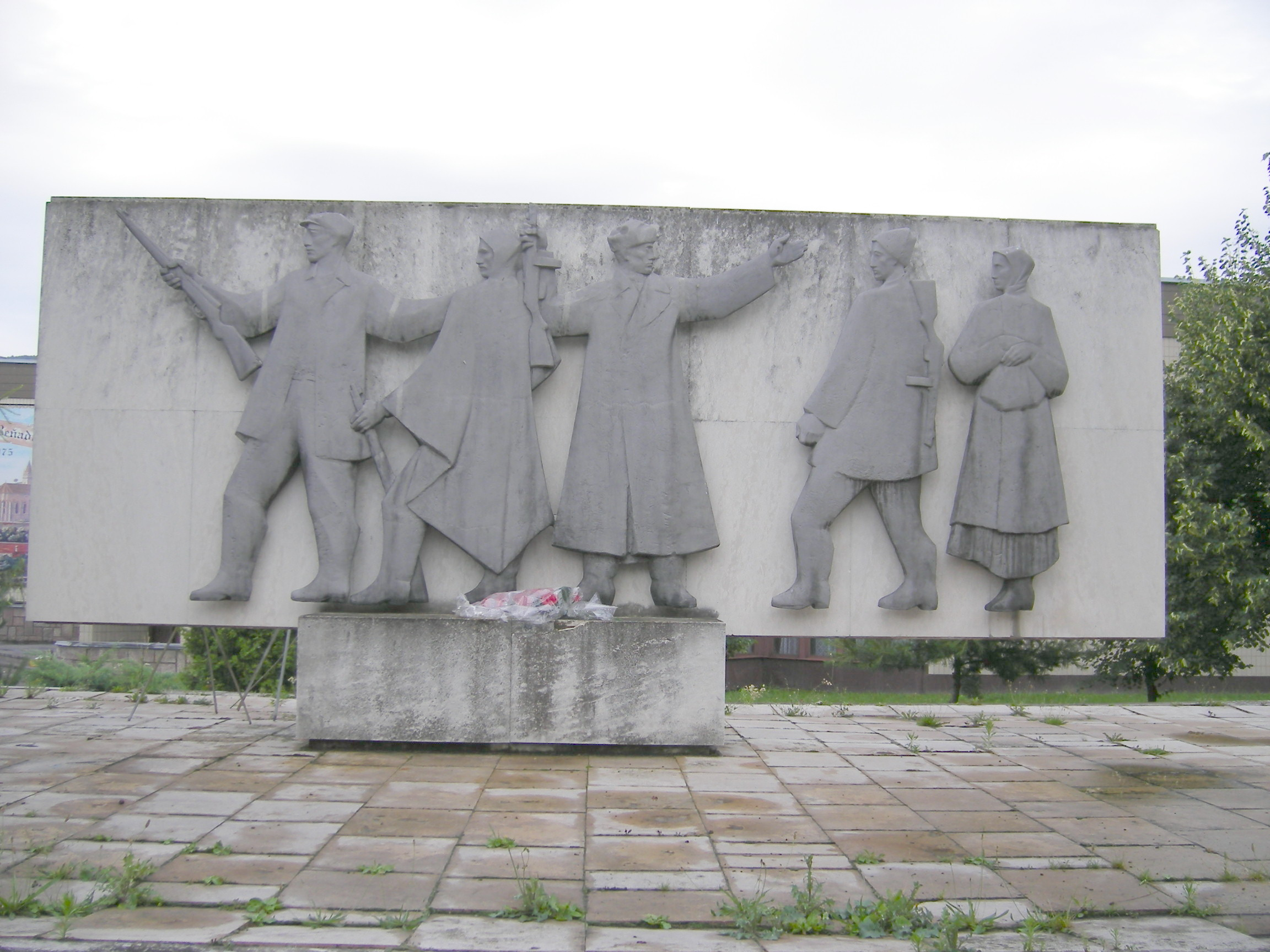
Partizánemlékmű a faluközpontban
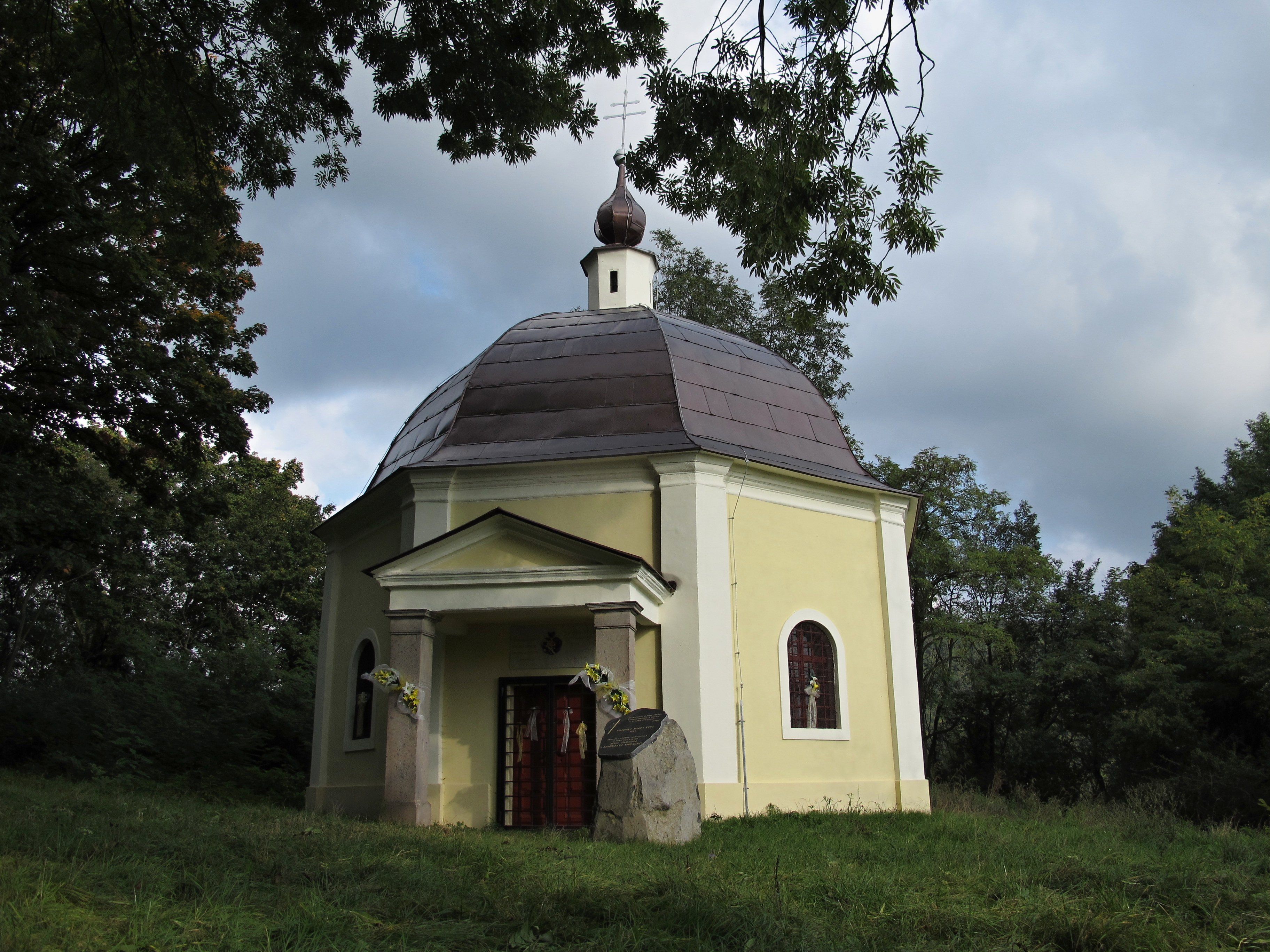
Fogadalmi kápolna

## Külső hivatkozások
- Hivatalos oldal
- Takács Imre: Garamszentbenedek temploma és liturgikus felszerelése
- Községinfó
- Garamszentbenedek Szlovákia térképén
- Szlovákia második legrégibb temploma és kolostora
- A templom és kolostor (ismertető szlovák nyelven)
- Tourist-channel.sk
- Garamszentbenedek az Újbányai régió honlapján Archiválva 2007. április 22-i dátummal a Wayback Machine-ben
- Travelatlas.sk
- Képgaléria az apátsági templomról
- E-obce.sk
- Képek az apátságról